# Pools korfbalteam
Het Pools korfbalteam is een team van korfballers dat Polen vertegenwoordigt in internationale wedstrijden. De verantwoordelijkheid van het Poolse korfbalteam ligt bij de Polska Federacja Korfballu (PFK). Het achttal won tot nu toe nog geen enkele prijs.

## Resultaten op de wereldkampioenschappen
| Wereldkampioenschap korfbal |               |             |               |
| Jaar                        | Kampioenschap | Gastheer    | Klassering    |
| 1978                        | 1e WK         | Nederland   | Geen deelname |
| 1984                        | 2e WK         | België      | Geen deelname |
| 1987                        | 3e WK         | Nederland   | Geen deelname |
| 1991                        | 4e WK         | België      | Geen deelname |
| 1995                        | 5e WK         | India       | Geen deelname |
| 1999                        | 6e WK         | Australië   | 9e plaats     |
| 2003                        | 7e WK         | Nederland   | 12e plaats    |
| 2007                        | 8e WK         | Tsjechië    | 14e plaats    |
| 2011                        | 9e WK         | China       | 10e plaats    |
| 2015                        | 10e WK        | België      | 14e plaats    |
| 2019                        | 11e WK        | Zuid-Afrika | 11e plaats    |
| 2023                        | 12e WK        | Taiwan      | 11e plaats    |

## Resultaten op de Wereldspelen
| Wereldspelen |                  |                       |               |
| Jaar         | Kampioenschap    | Gastland              | Klassering    |
| 1985         | 2e Wereldspelen  | Londen (Engeland)     | Geen deelname |
| 1989         | 3e Wereldspelen  | Karlsruhe (Duitsland) | Geen deelname |
| 1993         | 4e Wereldspelen  | Den Haag (Nederland)  | Geen deelname |
| 1997         | 5e Wereldspelen  | Lahti (Finland)       | Geen deelname |
| 2001         | 6e Wereldspelen  | Akita (Japan)         | Geen deelname |
| 2005         | 7e Wereldspelen  | Duisburg (Duitsland)  | Geen deelname |
| 2009         | 8e Wereldspelen  | Kaohsiung (Taiwan)    | Geen deelname |
| 2013         | 9e Wereldspelen  | Cali (Colombia)       | Geen deelname |
| 2017         | 10e Wereldspelen | Wrocław (Polen)       | 8e plaats     |
| 2022         | 11e Wereldspelen | Birmingham (USA)      | Geen deelname |
| 2025         | 12e Wereldspelen | Chengdu (China)       | Geen deelname |

## Resultaten op de Europese kampioenschappen
| Europees kampioenschap korfbal |               |           |               |
| Jaar                           | Kampioenschap | Gastland  | Klassering    |
| 1998                           | 1e EK         | Portugal  | 7e plaats     |
| 2002                           | 2e EK         | Catalonië | 10e plaats    |
| 2006                           | 3e EK         | Hongarije | Geen deelname |
| 2010                           | 4e EK         | Nederland | 9e plaats     |
| 2014                           | 5e EK         | Portugal  | 8e plaats     |
| 2016                           | 6e EK         | Nederland | 9e plaats     |
| 2018                           | 7e EK         | Nederland | 9e plaats     |
| 2021                           | 8e EK         | België    | Geen deelname |
| 2024                           | 9e EK         | Spanje    | Geen deelname |